# Unia personalna

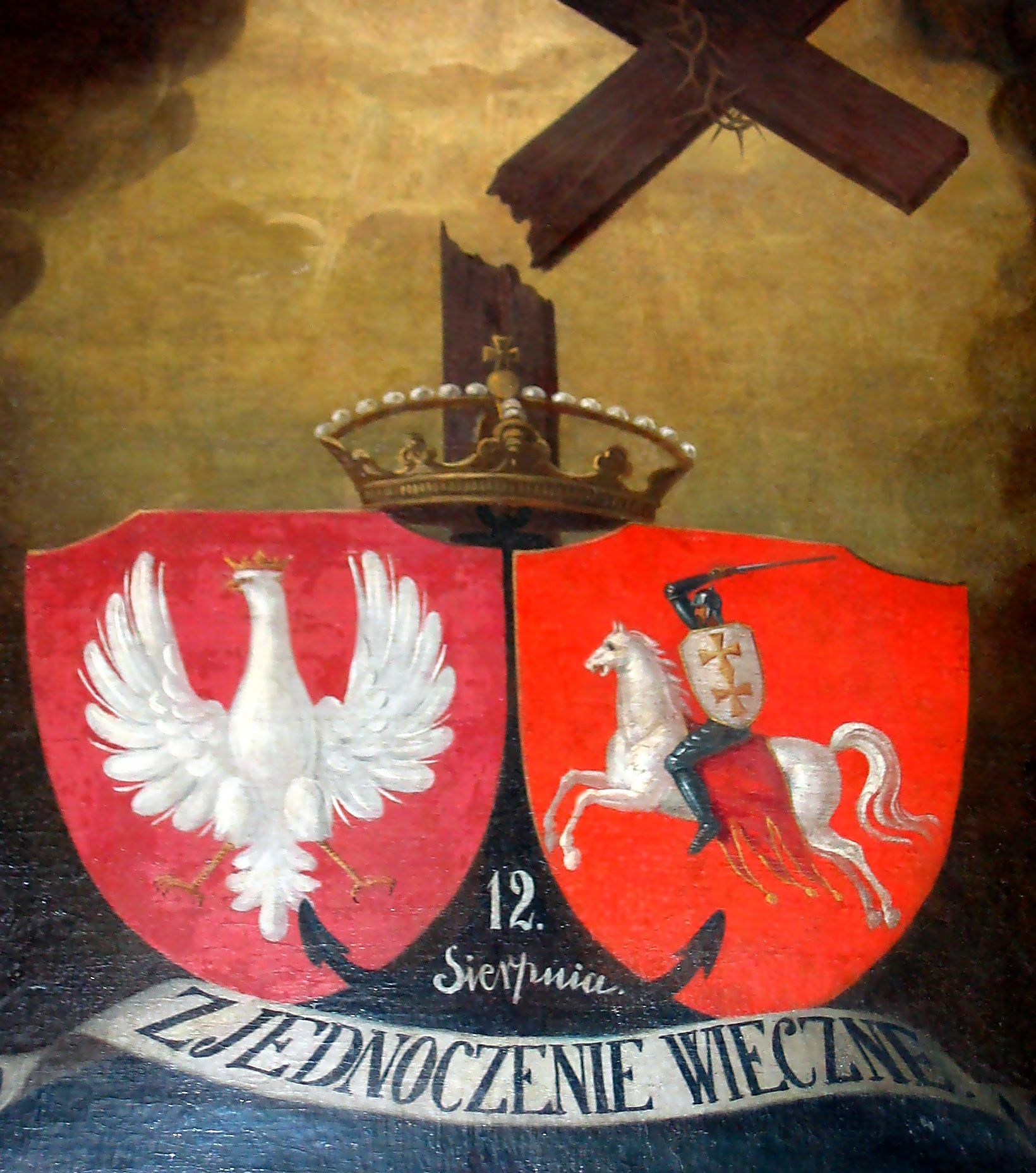
Obraz upamiętniający unię polsko-litewską w Krewie

Unia personalna (łac. persona – osoba) – związek dwóch lub więcej państw posiadających wspólnego monarchę, prezydenta lub inny organ władzy, przy zachowaniu przez te państwa odrębności prawnej, politycznej, a niekiedy także ustrojowej.

## Czasy historyczne (przykłady)

### HistoriaPolski
- unie polsko-czeskie:
  - 1003–1004 – Bolesław I Chrobry, książę Polski był w l. 1003–1004 również księciem Czech.
  - 1300–1306 – Wacław II, król Czech był w latach 1300–1305 królem Polski, zaś jego syn i następca na tronie czeskim Wacław III był z mocy prawa również królem Polski od 1305 do śmierci w 1306.
- unie polsko-węgierskie:
  - 1370–1382 – Ludwik Węgierski król Węgier (jako Ludwik I Wielki) był w tym okresie również królem Polski.
  - 1440–1444 – Władysław III Warneńczyk, król Polski był też w tym okresie równocześnie królem Węgier pod imieniem I. Ulászló
- unia Polski i Litwy (unia polsko-litewska) w latach 1385–1569 (z przerwą w latach 1401–1447 i 1492–1501). W 1569 gdy Korona Królestwa Polskiego i Wielkie Księstwo Litewskie połączyły się w jedno państwo – Rzeczpospolitą, unia personalna przekształciła się w unię realną.
- unia Polski i Francji pod berłem Henryka I Walezego – istniała jedynie formalnie w l. 1574-1575. Henryk III po śmierci brata Karola IX został w maju 1574 królem Francji „z prawa” (jako Henryk III). Opuścił Polskę udając się do Francji w czerwcu 1574, jednak nie zrzekł się tronu polskiego, formalnie jego panowanie w Polsce zakończyło się w maju 1575.[a]
- unia polsko-siedmiogrodzka 1576–1586. Stefan Batory, książę Siedmiogrodu panował równocześnie w Rzeczypospolitej jako król Polski i wielki książę litewski.
- unia polsko-szwedzka 1592-1599. Zygmunt III Waza panował w Rzeczypospolitej jako król Polski i wielki książę litewski w l. 1587-1632, zaś jako król Szwecji (Sigismund) – w l. 1592-1599. Tytułu króla Szwecji używał do śmierci w 1632.
- unie polsko-saskie:
  - 1697–1763 (z przerwą w l. 1706-1709) – Książęta Saksonii byli jednocześnie władcami Rzeczypospolitej (królami Polski i wielkimi książętami litewskimi): August II (w Saksonii jako Fryderyk August I) w latach 1697–1706 i 1709–1733 i August III (w Saksonii jako Fryderyk August II) w l. 1734-1763.  Osobny artykuł: Czasy saskie.
  - 1807–1815 unia Księstwa Warszawskiego z Saksonią – król Saksonii Fryderyk August III panował w Księstwie Warszawskim jako Fryderyk August I
- unia Imperium Rosyjskiego i Polski w l. 1815–1831 pod berłem cesarzy Rosji: Aleksandra I i Mikołaja I, którzy równocześnie byli królami Polski (Królestwa Polskiego).

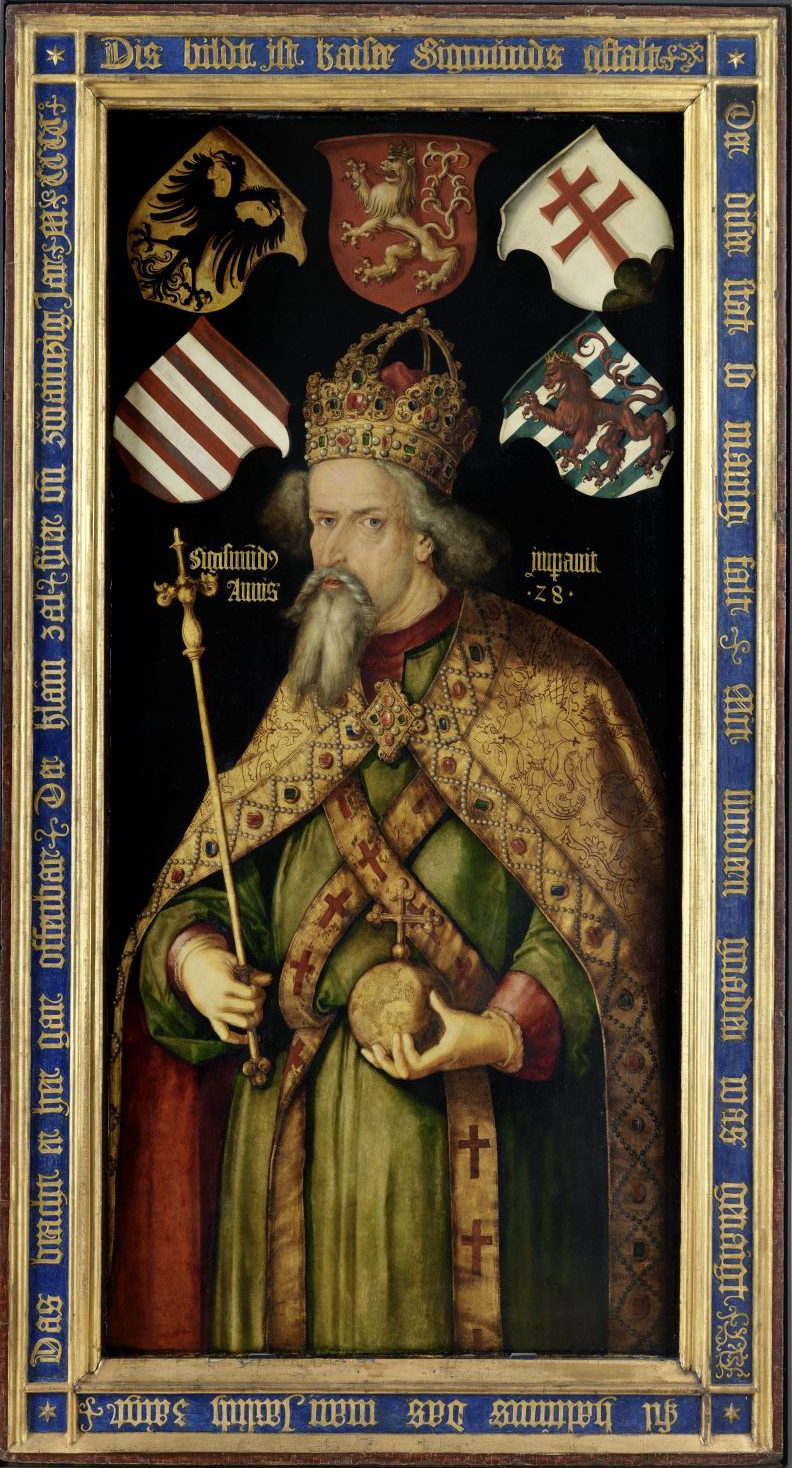
Zygmunt Luksemburski, w XV w. cesarz rzymsko-niemiecki, król Czech, Węgier i Włoch

### Historia powszechna
- Imperium Morza Północnego(inne języki), czyli unia personalna Danii, Norwegii i Anglii stworzona przez Kanuta Wielkiego. Imperium rozpadło się po śmierci Knuta Wielkiego, która miała miejsce 12 listopada 1035[2];
- Unia kalmarska, kiedy to Dania, Szwecja i Norwegia miały wspólnego władcę w latach 1397 – 1523;
- unia angielsko-francuska. Henryk VI, król Anglii został też w r. 1431 koronowany na króla Francji i częściową władzę w tym państwie pełnił do zakończenia wojny stuletniej w 1453. Królowie Anglii używali tytułu króla Francji od 1328 do 1603; Zobacz też: Angielskie roszczenia do tronu Francji.
- unia Cesarstwa Rzymsko-Niemieckiego, Czech, Węgier, i Włoch. Zygmunt Luksemburski w latach 1431–1437 panował jednocześnie we wszystkich tych państwach;
- unia Cesarstwa Rzymsko-Niemieckiego i Hiszpanii. W latach 1519–1556 Karol V Habsburg panował jednocześnie w tych państwach (w Hiszpanii jako Karol I);
- unia Czech i Węgier. Władysław II Jagiellończyk i Ludwik II Jagiellończyk panowali równocześnie w tych dwóch państwach jako królowie w l. 1490 – 1526[potrzebny przypis];
- Anglii i Szkocji pod berłem Stuartów w latach 1603–1649 i 1660–1707;
- Unia iberyjska Hiszpanii i Portugalii pod berłem jednego monarchy w l. 1580–1640;
- Anglii z Holandią w latach 1688–1702;
- Wielkiej Brytanii z Irlandią w l. 1707–1800;
- Wielkiej Brytanii z Hanowerem 1714–1837;
- Rosji i Zakonu Maltańskiego w l. 1799–1801 car Rosji Paweł I był też Wielkim mistrzem Suwerennego Zakonu Maltańskiego;
- Cesarstwa Rzymsko-Niemieckiego z Cesarstwem Austrii z Franciszkiem I (Franciszkiem II)[b] jako cesarzem tych dwóch państw (określanym przez to mianem dwucesarza) w latach 1804 -1806;
- Francji i Włoch. Cesarz Francuzów Napoleon I, w latach 1806–1814 z urzędu również współksiążę Andory, panował w l. 1805 – 1814 jako król Włoch a w latach 1806-1814 był protektorem Konfederacji Reńskiej;
- unia szwedzko-norweska 1814–1905;
- unia wołosko-mołdawska 1859–1862 (później unia realna)
- unia brytyjsko-irlandzka 1921–1947. W 1921 Wolne Państwo Irlandzkie zostało ogłoszone dominium brytyjskim, zaś w 1937 ogłosiło pełną niepodległość. Oficjalnie w republikę przekształciło się w 1947;
- unia duńsko-islandzka 1918–1944. Islandia w 1918 uzyskała status niepodległego królestwa którego władcą był król Danii. W 1944 Islandia została ogłoszona republiką;

## Czasy współczesne
Współcześnie charakter unii personalnej mają:
- Związek byłych kolonii brytyjskich z metropolią w ramach Commonwealth realm. Monarcha Wielkiej Brytanii jest obecnie również głową następujących państw: Australii, Antigui i Barbudy, Bahamów, Belize, Grenady, Jamajki, Kanady, Nowej Zelandii, Papui-Nowej Gwinei, Saint Kitts i Nevis, Saint Lucia, Saint Vincent i Grenadyn, Tuvalu i Wysp Salomona.
  - W unii personalnej z Nową Zelandią znajdują się także stowarzyszone z nią państwa – Niue i Wyspy Cooka, których głową jest również król Karol III w prawach monarchy Nowej Zelandii.
  - Brytyjski monarcha jest również głową dependencji korony brytyjskiej, podległych mu bezpośrednio jako następcy królów Anglii (co stanowi kontynuację unii personalnej tych terytoriów z Anglią), stanowiących de facto terytoria zależne Wielkiej Brytanii (zależność ta wynika bowiem z tradycji, a nie jest zależnością de iure)[3]. Są to: Wyspa Man, Jersey i Guernsey.
- związek Stolicy Apostolskiej z państwem Watykan, które w teorii stanowią dwa odrębne podmioty prawa międzynarodowego (w praktyce często utożsamiane jako jeden) zaś ich wspólną głową jest Papież[4].
- związek Andory z Francją: Prezydent Francji jest również współksięciem francuskim Andory (wraz z współksięciem episkopalnym – biskupem La Seu d’Urgell).
- związek państw stowarzyszonych z USA – Mariany Północne i Portoryko, posiadające specyficzny status „wspólnoty USA” i szeroką autonomię wewnętrzną i uznające prezydenta Stanów Zjednoczonych za głowę państwa

Osoby pełniące funkcje głowy państwa w co najmniej dwóch państwach:
| Głowa państwa   | Fotografia                                     | Państwo/terytorium zależne           | Pełniony urząd   | Od kiedy                                         | Reprezentant głowy państwa |
| --------------- | ---------------------------------------------- | ------------------------------------ | ---------------- | ------------------------------------------------ | -------------------------- |
| Karol III       |                                                | Wielka Brytania · Commonwealth realm | król             | 8 września 2022                                  | –                          |
| Karol III       | Antigua i Barbuda · Commonwealth realm         | król                                 | 8 września 2022  | gubernator generalny Rodney Williams             |                            |
| Karol III       | Australia · Commonwealth realm                 | król                                 | 8 września 2022  | gubernator generalny Samantha Mostyn             |                            |
| Karol III       | Bahamy · Commonwealth realm                    | król                                 | 8 września 2022  | gubernator generalny Cynthia Pratt               |                            |
| Karol III       | Belize · Commonwealth realm                    | król                                 | 8 września 2022  | gubernator generalna Froyla Tzalam               |                            |
| Karol III       | Grenada · Commonwealth realm                   | król                                 | 8 września 2022  | gubernator generalny Cécile La Grenade           |                            |
| Karol III       | Jamajka · Commonwealth realm                   | król                                 | 8 września 2022  | gubernator generalny Patrick Allen               |                            |
| Karol III       | Kanada · Commonwealth realm                    | król                                 | 8 września 2022  | gubernator generalna Mary Simon                  |                            |
| Karol III       | Niue · New Zealand Realm                       | król                                 | 8 września 2022  | Wysoka Komisarz Cindy Kiro                       |                            |
| Karol III       | Nowa Zelandia · Commonwealth realm             | król                                 | 8 września 2022  | gubernator generalny Cindy Kiro                  |                            |
| Karol III       | Papua-Nowa Gwinea · Commonwealth realm         | król                                 | 8 września 2022  | gubernator generalny Bob Dadae                   |                            |
| Karol III       | Saint Kitts i Nevis · Commonwealth realm       | król                                 | 8 września 2022  | gubernator generalny Marcella Liburd             |                            |
| Karol III       | Saint Lucia · Commonwealth realm               | król                                 | 8 września 2022  | p.o. gubernatora generalnego Errol Charles       |                            |
| Karol III       | Saint Vincent i Grenadyny · Commonwealth realm | król                                 | 8 września 2022  | gubernator generalna Susan Dougan                |                            |
| Karol III       | Tuvalu · Commonwealth realm                    | król                                 | 8 września 2022  | gubernator generalny Tofiga Vaevalu Falani       |                            |
| Karol III       | Wyspy Cooka · New Zealand Realm                | król                                 | 8 września 2022  | Przedstawiciel Króla Tom Marsters                |                            |
| Karol III       | Wyspy Salomona · Commonwealth realm            | król                                 | 8 września 2022  | gubernator generalny David Tiva Kapu             |                            |
| Karol III       | Guernsey Dependencja korony brytyjskiej        | Książę Normandii                     | 8 września 2022  | gubernator porucznik Richard Cripwell            |                            |
| Karol III       | Jersey Dependencja korony brytyjskiej          | Książę Normandii                     | 8 września 2022  | Gubernator porucznik Jerry Kyd                   |                            |
| Karol III       | Wyspa Man Dependencja korony brytyjskiej       | król, Pan Man                        | 8 września 2022  | gubernator porucznik John Lorimer                |                            |
| Leon XIV        |                                                | Stolica Apostolska                   | Papież           | 8 maja 2025                                      | –                          |
| Leon XIV        | Watykan                                        | Suweren                              | 13 marca 2013    | Prezydent Gubernatoratu s. Raffaella Petrini FSE |                            |
| Emmanuel Macron |                                                | Francja                              | prezydent        | 14 maja 2017                                     | –                          |
| Emmanuel Macron | Andora                                         | współksiążę                          | 14 maja 2017     | –                                                |                            |
| Donald Trump    |                                                | Stany Zjednoczone                    | prezydent        | 20 stycznia 2025                                 | –                          |
| Donald Trump    | Mariany Północne                               | prezydent                            | 20 stycznia 2025 | Gubernator Eloy Inos                             |                            |
| Donald Trump    | Portoryko                                      | prezydent                            | 20 stycznia 2025 | Gubernator Alejandro García Padilla              |                            |

### Unia personalna w tytulaturze
- Fidżi – tytuł królewski „Tui Viti(inne języki)” tradycyjnie przysługuje od 1878 monarchom brytyjskim. Mimo że w 1987 Fidżi zostało ogłoszone republiką z prezydentem na czele, Wielka Rada Wodzów Plemiennych[e] nadal honorowo uznawała królową Wielkiej Brytanii Elżbietę II jako „Tui Viti” bez realnej władzy w Fidżi. Sama królowa nie rościła sobie prawa do tego tytułu pozostawiając tę kwestię decyzji obywateli Fidżi[6].
- Hiszpania – w pełnej tytulaturze monarchów hiszpańskich, po słowach Z Bożej łaski król Hiszpanii znajdują się m.in. tytuły: król Portugalii i arcyksiążę Austrii, które są tradycyjnymi pozostałościami po czasach historycznego panowania władców Hiszpanii w tych państwach i obecnie nie wynikają z nich żadne roszczenia króla Hiszpanii o koronę.

## Unia personalna w kościołach
Przykłady unii personalnej funkcjonowały i funkcjonują obecnie również w strukturach kościelnych, kiedy to dwiema diecezjami kieruje jeden biskup lub dwiema parafiami (zborami) jeden proboszcz (pastor). Takie sytuacje miały lub mają miejsce również w Polsce w różnych Kościołach:

### Kościół rzymskokatolicki

#### Diecezje:
- 1821–1946 – unia personalna aeque principaliter metropolii gnieźnieńskiej z metropolią poznańską ze wspólnym arcybiskupem metropolitą noszącym tytuł prymasa[7]
- 1938–1992 – (zatwierdzona w 1946) unia personalna ad personam metropolii gnieźnieńskiej z metropolią warszawską ze wspólnym arcybiskupem metropolitą noszącym tytuł prymasa[f]
- Arcybiskup Metropolita warszawski – obecnie abp Kazimierz Nycz – jest równocześnie ordynariuszem wiernych Kościoła katolickiego obrządku ormiańskiego na terenie całej Polski.

#### Parafie:
- W latach 1610–1905 unią personalną (wspólny proboszcz) były związane dwie parafie diecezji tarnowskiej: Parafia Oczyszczenia Najświętszej Maryi Panny w Odporyszowie i Parafia Ducha Świętego w Żabnie.
- Od 1933 unią personalną są powiązane dwie parafie dekanatu wągrowieckiego Archidiecezji gnieźnieńskiej: Parafia św. Apostołów Piotra i Pawła w Łeknie i Parafia św. Mikołaja w Tarnowie Pałuckim ze wspólnym proboszczem[8].
- W 1991 w Sopocie została zawiązana unia personalna między Parafią św. Jerzego dekanatu Sopot archidiecezji gdańskiej a parafią wojskową dekanatu Marynarki Wojennej Ordynariatu Polowego Wojska Polskiego – które mają wspólnego proboszcza i użytkują wspólną świątynię[9].
- W 2011 unią personalną zostały objęte dwie parafie metropolii gnieźnieńskiej: funkcję proboszcza parafii w NMP Różańcowej w Jabłówku objął proboszcz parafii w św. Urszuli Ledóchowskiej w Lubostroniu.

### Inne Kościoły:
- W latach 1804–1838 unią personalną były związane parafie Kościoła Ewangelicko-Augsburskiego w Ustroniu i Goleszowie.
- Od 2004 w Kościele Ewangelicko-Metodystycznym w RP istnieje unia personalna między zborem w Krakowie a zborem w Tarnowie, którym przewodniczy ten sam pastor.